# Мордой
Мордо́й (рос. Мордой) — село у складі Киринського району Забайкальського краю, Росія. Адміністративний центр та єдиний населений пункт Мордойського сільського поселення.

## Населення
Населення — 517 осіб (2010; 656 у 2002).
Національний склад (станом на 2002 рік):
- росіяни — 99 %